# North Lanarkshire
A Área de Conselho (ou Council Area) de North Lanarkshire (em gaélico escocês, Siorrachd Lannraig a Tuath), é uma das 32 novas subdivisões administrativas da Escócia e faz fronteira com: Stirling a norte, Falkirk a noroeste, West Lothian a oeste, South Lanarkshire a sul, Glasgow e East Dunbartonshire a leste. Esta council area cobre partes dos former counties de Lanarkshire, Dunbartonshire e Stirlingshire.
A área foi formada em 1996, sobre a área dos antigos distritos de Cumbernauld and Kilsyth, Motherwell e Monklands.

## Principais cidades (mais de 10.000 habitantes)
- Airdrie
- Bellshill
- Coatbridge
- Cumbernauld
- Kilsyth
- Motherwell
- Wishaw